# Anaconda-planen
Anaconda-planen blev foreslået i 1861 af den øverstkommanderende for Unionens hær, general Winfield Scott som en måde at vinde den amerikanske borgerkrig på med minimale tab. Planen gik ud på at omslutte Konføderationen med blokader til søs og sikre sig kontrollen over Mississippi-floden. Navnet "Anaconda" er taget fra den måde en anakonda kvæler sit bytte.

## Baggrund
Generalmajor George B. McClellan, en opadgående stjerne fra Ohio, foreslog en overordnet strategi for krigens førelse direkte til præsident Abraham Lincoln, en strategi, som fremhævede den rolle, hans hær skulle spille. Scott, den øverstkommanderende for den amerikanske hær, skrev et brev til McClellan den 3. maj 1861, hvor han bl.a. skrev: 
| „ | Det er regeringens plan at hverve yderligere 25.000 regulære tropper og 60.000 frivillige for 3 års tjeneste ... vi stoler i høj grad på, at en komplet blokade af havnene mod Atlanterhavet og Den Mexicanske Golf snart vil blive igangsat. I forbindelse med en sådan blokade foreslår vi en kraftig bevægelse ned ad Mississippi til havet med en række poster på passende steder ... formålet er at rense denne vigtige kommunikationslinje og holde den åben i forbindelse med en fuldstændig blokade af kysten, således at de oprørske stater bliver inddæmmet og tvunget til at give op med mindre blodsudgydelse end ved nogen anden plan | “ |
|   | — Winfield Scott, brev til McClellan |   |

## Planen
Scott fortsatte med at advare mod hidsige krav om en march mod Konføderationens hovedstad Richmond. Scotts plan omfattede to hovedpunkter:
1. Blokade af Sydstaternes kyster for at forhindre eksport af bomuld, tobak og andre salgsafgrøder fra Syden og forhindre dem i at importere forsyninger til krigsførelsen.
2. Splitte sydstaterne ved at opnå kontrol over Mississippifloden og dermed afskære de sydøstlige stater fra Vesten. Scott betragtede dette mere som omringning end som invasion, selv om det ville kræve hære og flåder af flodkanonbåde at gennemføre.

## Implementering
Scotts forslag blev udsat for en betydelig offentlig kritik. En berømt aviskarikatur viste en stor slange, som var i gang med at kvæle Konføderationen, hvilket gav planen dens populære navn. Unionsregeringen gjorde den aldrig formelt til sin politik, men præsident Lincoln gennemførte de to hovedpunkter. Han ignorerede imidlertid Scotts advarsel mod direkte invasion og brugte langt flere tropper (næsten 2 mio.) i de gentagne forsøg på at erobre Richmond.
Lincoln indførte en blokade af Sydstaternes havne den 19. april 1861, seks dage efter at Fort Sumter var faldet, (og nogle uger inden Scott's brev). Blokaden selv, som blev anset for at være en umulig opgave med 4.800 km kystlinje blev en uovertruffen succes i løbet af de første seks måneder og blev omtrent uigennemtrængelig i løbet af to år. Blokaden var ansvarlig for den voldsomme stigning i prisen på bomuld i udlandet og manglen på varer i Syden ved krigens slutning, hvilket bidrog til Sydens nederlag. Det var den mest succesfulde flådeblokade indtil da og den første, som blev gennemført udelukkende ved brug af en national flåde – uden brug af kaperskibe. Som led i blokaden blev mange af Sydstaternes havne og kystforter erobret og holdt af den amerikanske flåde.
Det andet hovedpunkt i planen blev gennemført af unionshære under Henry W. Halleck, Ulysses S. Grant og Nathaniel P. Banks foruden flådeskibe under Andrew H. Foote, William D. Porter og David Farragut, som gradvis tog kontrol med Mississippi i 1862 og fuldførte opgaven med erobringen af Vicksburg og Port Hudson i juli 1863.